# القلعة (بني وليد)
القلعة هي إحدى مشيخات المملكة المغربية، تتبع جغرافيا لإقليم تاونات وإداريًا لبني وليد. يقدر عدد سكانها بـ 13849 نسمة حسب الإحصاء الرسمي للسكان والسكنى لسنة 2004.